# 마에시마 아미
마에시마 아미(일본어: 前島 亜美 まえしま あみ[*], 1997년 11월 22일 ~ )는 일본의 가수이자 배우, 성우. 사이타마현 출신. 에이벡스 매니지먼트 소속.